# محوطه ورودی ۱
محوطه وروی۱ مربوط به دوره ساسانیان است و در شهرستان مهران، بخش ملکشاهی، دهستان گچی، ۴۰۰ متری جنوب غربی روستای وروی واقع شده و این اثر در تاریخ ۲۲ آبان ۱۳۸۶ با شمارهٔ ثبت ۱۹۹۲۴ به‌عنوان یکی از آثار ملی ایران به ثبت رسیده است.